# Cantó d'Omont
El cantó d'Omont és un cantó francès del departament de les Ardenes, situat al districte de Charleville-Mézières. Té 11 municipis i el cap és Omont.

## Municipis
- Baâlons
- Bouvellemont
- Chagny
- La Horgne
- Mazerny
- Montigny-sur-Vence
- Omont
- Poix-Terron
- Singly
- Touligny
- Vendresse

## Història
| Data d'elecció                           | Identitat        | Partit                           | Qualitat |
| ---------------------------------------- | ---------------- | -------------------------------- | -------- |
| 1945-1955                                | Charles Demaugre | SFIO                             |          |
| 1955-1985                                | M. Bertrand      | MRP, després CD, després UDF-CDS |          |
| 1985-2004                                | René Chevallier  | Divers droite                    |          |
| 2004-                                    | Abellino Poletti | UMP                              |          |
| les dades anteriors no són pas conegudes |                  |                                  |          |
|                                          |                  |                                  |          |

## Demografia
| A partir de 1990: Població sense dobles comptes |